# Jigme Gyatso (militant tibétain)
Pour les articles homonymes, voir Jigmé Gyatso (homonymie).
Jigme Gyatso est un ancien moine de Ganden et militant tibétain de l'Association du mouvement tibétain pour la liberté (en anglais : Association of Tibetan Freedom Movement) né en 1961. En 1996, il a été condamné à 15 ans de prison en République populaire de Chine sous inculpation de mise en danger de la sécurité nationale. Plus tard, la durée de sa peine fut allongée de 3 ans. Il a été libéré après 17 ans d'emprisonnement le 30 mars 2013. Plusieurs organisations internationales de défense des droits de l'homme ont protesté ou fait campagne en sa faveur, Amnesty International l'a désigné comme un prisonnier d'opinion.

## Origines et début de militantisme
Jigme Gyatso est originaire de Kersul dans l'Amdo, Préfecture autonome tibétaine de Gannan dans la province du Gansu, en République populaire de Chine. En 1985, il voyage en Inde pour recevoir son initiation religieuse, il retourne ensuite au Tibet pour rejoindre un monastère l'année suivante.
Il s'implique ensuite dans le mouvement d'indépendance tibétain, agissant en tant que chef de file d'une organisation secrète de jeunes, nommée Association du mouvement tibétain pour la liberté en 1988 et 1989. 
En 1992, il aide à organiser un rassemblement pro-indépendance à Lhassa, au cours duquel de nombreux participants sont arrêtés par le Bureau de Sécurité Publique chinois (PSB). Après le rassemblement, les responsables du PSB mettent Jigme Gyatso sous surveillance.

## Arrestation et emprisonnement
Le 30 mars 1996, Jigme Gyatso est arrêté dans un restaurant de Lhassa détenu par un autre membre de l'Association du mouvement tibétain pour la liberté qui avait été arrêté plus tôt ce jour-là. Il est ensuite détenu sous les inculpations d'incitation et mise en danger la sécurité nationale en mettant en place une organisation illégale liées à la manifestation de Lhassa de 1992.
Lors de son procès, les autorités le décrivent comme un « meneur contre-révolutionnaire ».
Le 25 novembre 1996, la Cour populaire municipale intermédiaire de Lhassa le condamne à un emprisonnement de 15 ans et d'une privation de ses droits politiques de 5 ans.
Jigme Gyatso est ensuite détenu pendant un an et un mois au Centre de Détention du PSB de Gutsa. Il déclare plus tard qu'il avait été torturé pendant ce temps par les autorités pénitentiaires. Au cours des six premiers mois, il aurait fait face à de longues séances d'interrogatoire, a été contraint de porter des menottes aux poignets et aux chevilles et a été battu avec des matraques. Amnesty International a signalé qu'en 1997, il a été « battu si violemment qu'il pouvait à peine marcher après ».
Il est transféré à la prison de Drapchi en avril 1997. En mai de l'année suivante, il rejoint d'autres détenus en criant des slogans pro-Dalaï Lama. Neuf détenus ont été tués par les autorités pénitentiaires en représailles et Jigme Gyatso est de nouveau battu.
En mai 2004, Jigme Gyatso crie à nouveau « Vive le Dalaï Lama! » et est battu avec des matraques électriques. Il est inculpé d'« incitation au séparatisme » et voit sa peine allongée de trois ans, ce qui pousse sa libération prévue à mars 2014. Il est ensuite transféré à nouveau, cette fois à la prison de Chushul à la périphérie de Lhassa.

## Réaction internationale
Le Groupe de travail sur la détention arbitraire des Nations unies examine l'affaire Jigme Gyatso en 1999 et a rapporté que sa détention était « arbitraire et illégale ». Amnesty International fait campagne à plusieurs reprises pour la libération de Jigme Gyatso et l'a désigné comme un prisonnier d'opinion, « détenu uniquement pour avoir exercé pacifiquement ses droits à la liberté d'expression, d'association et de réunion »,. Le Centre tibétain pour les droits de l'homme et la démocratie émet des avertissements sur sa santé et a appelé à sa libération pour des raisons humanitaires.
Le 27 novembre 2005, Manfred Nowak, Rapporteur spécial de l'ONU sur la torture, rend visite à Jigme Gyatso en prison, dans son rapport officiel, Nowak recommande que le prisonnier soit libéré. Jigme Gyatso aurait été soumis à des coups et l'isolement cellulaire à la suite de la rencontre,. En 2006, le Comité des droits de l'homme de l'Onu appelle le gouvernement chinois à libérer Jigme Gyatso.
En 2009, l'Organisation mondiale contre la torture appelle à une campagne d'écriture de lettres en faveur de Jigme Gyatso à la lumière du fait qu'il avait été maltraité par les autorités pénitentiaires, et déclare qu'il est devenu « très fragile », souffre de dysfonctionnements rénaux et ne peut « marcher que le dos courbé ». En 2011, l'association Campagne internationale pour le Tibet fait également circuler des pétitions appelant à « la libération de Jigme Gyatso, afin qu'il puisse consulter un médecin et être libéré d'une persécution politique injuste ». En janvier 2011, Amnesty International signale que Jigme Gyatso est considéré comme gravement malade à la suite de mauvais traitements et émet une alerte en sa faveur.

## Libération de mars 2013
Jigme Gyatso a été libéré de la prison de Chushul le 30 mars 2013. On lui a ordonné de retourner à son domicile à Sangchu où il est arrivé sous escorte policière, le 1er avril 2013. Son ami Jamyang Tsultrim a rapporté que « ceux qui l'ont vu ont déclaré qu'il était très faible. Il boitait et déclara avoir des problèmes cardiaques et d'hypertension artérielle. Sa vision est aussi faible »,.